# Archäologische Gesellschaft in Berlin und Brandenburg
Die Archäologische Gesellschaft in Berlin und Brandenburg ist ein eingetragener gemeinnütziger Verein mit Sitz in Potsdam. Er wurde 1992 gegründet und widmet sich der archäologischen Forschung in den deutschen Bundesländern Berlin und Brandenburg. Er möchte eine Schnittstelle zwischen der archäologisch-wissenschaftlichen Forschung, beruflichen und ehrenamtlichen Denkmalpflegern und einer interessierten Öffentlichkeit bilden.

## Geschichte
Im Zuge der Wende veränderten sich die Vorzeichen auch auf dem Gebiet der archäologischen Forschung und der Bodendenkmalpflege auf dem Gebiet der DDR massiv. Die alten Institutionen kulturpolitischer, aber auch musealer oder anderer Form verloren ihre Bedeutung oder waren starken Umgestaltungen unterworfen. Hinzu kam die Möglichkeit, nun nach dem neuen Vereinsrecht auch neue Zusammenschlüsse zu bilden, die anders als in der DDR unabhängig waren und nicht unter dem Dach des Kulturbundes standen. Der neue Verein im Land Brandenburg sollte sowohl von den bisherigen Erkenntnissen bundesdeutscher archäologischer Landesvereine wie auch der früheren Bezirksfachausschüsse und des zentralen Fachausschusses für Ur- und Frühgeschichte im Kulturbund der DDR profitieren. Von Beginn an verstand sich der Verein auf den beiden Säulen Denkmalpflege und Forschung sowie der Öffentlichkeitsarbeit stehend.
Die Gründungsversammlung wurde am 28. November 1992 in Forst durchgeführt. Beteiligt waren besonders viele Mitarbeiter des damaligen Archäologischen Landesmuseums für Ur- und Frühgeschichte unter der Leitung des Landesarchäologen Jürgen Kunow, der der Gesellschaft auch institutionelle Unterstützung zusicherte. 36 Personen sowie das Oderlandmuseum Bad Freienwalde als erste Institution waren die Gründungsmitglieder. Der erste Vorstand bestand aus Hans-Georg Kohnke (Vorsitz), Bernhard Gramsch und Susanne Kotras (stellvertretende Vorsitzende), Rainer Schulz (Schrift- und Geschäftsführer) sowie Wolfgang Brisch (Schatzmeister). Unter der Nummer VR 1191 wurde der Verein als Archäologische Gesellschaft in Brandenburg 1993 beim Amtsgericht Potsdam eingetragen.
In der Folgezeit arbeitete der Verein mit verschiedenen Institutionen zusammen und machte sich insbesondere um die Schulung ehrenamtlicher Bodendenkmalpfleger verdient. Über Kontakte mit den Vertretern der Landesarchäologie in Berlin, insbesondere dem Landesarchäologen Wilfried Menghin, wurde zunächst eine gemeinsame Publikationsreihe unter dem Dach der Gesellschaft angestrebt, was letztlich zu einer Erweiterung des Vereins nach Berlin führte. Am 17. Juni 1995 wurde in der Spandauer Zitadelle mit Berliner Interessenten  eine „Vereinigungsversammlung“ durchgeführt und nach längeren Debatten die Umbenennung des Vereins in Archäologische Gesellschaft in Berlin und Brandenburg e.V. beschlossen. Neuer Vorstandsvorsitzender wurde Adriaan von Müller, Stellvertreter wurden Bernhard Gramsch und Eike Gringmuth-Dallmer. Bis 1994 verdoppelte sich die Mitgliederzahl und erreichte 89 Personen, 1996 hatte der Verein schon 209, 2003 360 Mitglieder. 58 von ihnen und damit 16,1 % der Mitglieder kamen nicht aus dem Raum Berlin-Brandenburg, zum Teil sogar aus dem Ausland. Etwa jeweils die Hälfte der ortsansässigen Mitglieder kamen aus Berlin und Brandenburg.
Die AGiBB veranstaltet regelmäßig eigene Veranstaltungen und Tagungen, nimmt aber auch als Mitveranstalter an anderen Veranstaltungen, etwa der Fachtagung „100 Jahre Fibelformen nach Oscar Almgren“ (1997) oder aber der Bilanzausstellung zum zehnjährigen Bestehen der Gesellschaft „Menschen – Zeiten - Räume“, teil.
Seit der Jahrestagung 2010 in Brandenburg an der Havel besteht der Vorstand aus dem Vorsitzenden Michael Meyer, dem 1. stellvertretenden Vorsitzenden Thomas Kersting, der 2. stellvertretenden Vorsitzenden Mareen Schünemann, der Schriftführerin Andrea Hahn-Weishaupt, dem Schatzmeister Gerson H. Jeute und den Beisitzern Stefan Pratsch, Silke Schwarzänder und Erdmute Schultze.

## Zweck und Organisation
Ziel und Zweck der Gesellschaft wird durch die ersten beiden Punkte des zweiten Paragraphen der Satzung klar definiert:
§ 2.1: Die Gesellschaft macht es sich zur Aufgabe, auf wissenschaftlicher Grundlage und in enger Zusammenarbeit mit den archäologischen Facheinrichtungen in Berlin und Brandenburg die archäologische Denkmalpflege und Forschung in Berlin und Brandenburg sowie die Vermittlung der einschlägigen Ergebnisse an breite Bevölkerungskreise zum Zwecke der Bildung zu fördern. Sie vereint die an der Archäologie interessierten Personen und Institutionen in diesem Bestreben und fördert die Arbeit der ehrenamtlichen Bodendenkmalpfleger. Sie bietet ihren Mitgliedern auf Tagungen, mit Vorträgen und Exkursionen eine Übersicht zu neuen Ausgrabungen und Forschungen. Die Gesellschaft gibt eigene Publikationen heraus.
§ 2.2: Die Gesellschaft verfolgt ausschließlich und unmittelbar gemeinnützige Zwecke im Sinne des Abschnittes „Steuerbegünstigte Zwecke“ der Abgabenordnung. Der in Ziffer 1, Satz 1 formulierte Zweck der Gesellschaft wird verwirklicht insbesondere durch Beschaffung von Mitteln für archäologische Denkmalpflege und Forschung sowie für Bildungszwecke.
Mitglied der Gesellschaft können alle natürlichen Person werden, juristische Personen, Vereine und Gesellschaften können als institutionelle Mitglieder der Gesellschaft beitreten.
„Wappentier“ der Gesellschaft ist ein 3,3 cm kleines slawisches Bronzepferd, das auf der Brandenburger Dominsel gefunden wurde und ins 11./12. Jahrhundert datiert wird. Seine genaue Bedeutung ist unklar.
Wichtigstes Organ der Gesellschaft ist das erstmals 1992 erschienene Jahrbuch Archäologie in Berlin und Brandenburg, das seit 1997 jährlich, in den Jahren zuvor zweijährlich, erscheint.

## Belege
1. ↑  Satzung (Memento vom 30. Mai 2010 im Internet Archive)